# (2075) Martinez
(2075) Martinez es un asteroide perteneciente al cinturón de asteroides descubierto por el equipo del Observatorio Félix Aguilar el 9 de noviembre de 1974 desde el observatorio de El Leoncito, Argentina.

## Designación y nombre
Martínez fue designado inicialmente como 1974 VA.
Más tarde, en 1979, se nombró en honor del astrónomo argentino Hugo Arturo Martínez (1890-1976).

## Características orbitales
Martínez está situado a una distancia media del Sol de 2,403 ua, pudiendo acercarse hasta 1,802 ua y alejarse hasta 3,003 ua. Tiene una excentricidad de 0,2498 y una inclinación orbital de 27,08 grados. Emplea en completar una órbita alrededor del Sol 1360 días.

## Características físicas
La magnitud absoluta de Martínez es 12,7 y el periodo de rotación de 4,755 horas.